# Élections régionales de 1999 en Sarre
Les élections régionales de 1999 en Sarre (en allemand : Landtagswahl im Saarland 1999) se tiennent le 5 septembre 1999 afin d'élire les 51 députés de la 12e législature du Landtag pour un mandat de cinq ans.
Le scrutin est marqué par la victoire de la CDU, la première depuis 1975, qui conquiert l'exacte majorité absolue des sièges. Peter Müller est ensuite investi ministre-président.

## Mode de scrutin
Le Landtag est constitué de 51 députés (en allemand : Mitglied des Landtags, MdL), élus pour une législature de cinq ans au suffrage universel direct et suivant le scrutin proportionnel d'Hondt.
Chaque électeur dispose d'une voix, qui compte double : elle lui permet de voter pour une liste de candidats, le Land comptant un total de trois circonscriptions plurinominales ; elle est alors automatiquement attribuée au parti politique à laquelle cette liste est rattachée.
Lors du dépouillement, l'intégralité des 51 sièges est répartie en fonction des voix attribuées aux partis, à condition qu'un parti ait remporté 5 % des voix au niveau du Land. La répartition est ensuite répétée dans les trois circonscriptions.

## Campagne

### Principales forces
| Parti | Parti                                                                              | Chef de file                         | Résultats de 1994          |
| ----- | ---------------------------------------------------------------------------------- | ------------------------------------ | -------------------------- |
|       | Parti social-démocrate d'Allemagne Sozialdemokratische Partei Deutschlands         | Reinhard Klimmt (Ministre-président) | 49,4 % des voix 27 députés |
|       | Union chrétienne-démocrate d'Allemagne Christlich Demokratische Union Deutschlands | Peter Müller                         | 38,6 % des voix 21 députés |
|       | Alliance 90 / Les Verts Bündnis 90/Die Grünen                                      | Simone Peter                         | 5,5 % des voix 3 députés   |

## Résultats

### Voix et sièges
|                                   |                                              |         |       |        |               |        |        |               |
| Parti                             | Parti                                        | Voix    | Voix  | Sièges | Sièges        | Sièges | Sièges | Sièges        |
| Parti                             | Parti                                        | Votes   | %     | Circ.  | +/-           | Land   | Total  | +/-           |
|                                   | Union chrétienne-démocrate d'Allemagne (CDU) | 253 856 | 45,55 | 21     | 4             | 5      | 26     | 5             |
|                                   | Parti social-démocrate d'Allemagne (SPD)     | 247 311 | 44,37 | 20     | 3             | 5      | 25     | 2             |
|                                   | Alliance 90 / Les Verts (Grünen)             | 18 106  | 3,25  | 0      | 1             | 0      | 0      | 3             |
|                                   | Parti démocrate de la Sarre (FDP/DPS)        | 14 259  | 2,56  | 0      | en stagnation | 0      | 0      | en stagnation |
|                                   | Les Républicains (REP)                       | 7 328   | 1,31  | 0      | en stagnation | 0      | 0      | en stagnation |
|                                   | Parti des familles d'Allemagne (FAMILIE)     | 5 623   | 1,00  | 0      | en stagnation | 0      | 0      | en stagnation |
|                                   | Parti du socialisme démocratique (PDS)       | 4 490   | 0,81  | 0      | Nv.           | 0      | 0      | Nv.           |
|                                   | Autres                                       | 6 364   | 1,14  | 0      | en stagnation | 0      | 0      | en stagnation |
|                                   |                                              |         |       |        |               |        |        |               |
| Votes valides                     | Votes valides                                | 557 337 | 98,55 |        |               |        |        |               |
| Votes blancs et nuls              | Votes blancs et nuls                         | 8 186   | 1,45  |        |               |        |        |               |
| Total                             | Total                                        | 565 523 | 100   | 41     | en stagnation | 10     | 51     | en stagnation |
| Abstentions                       | Abstentions                                  | 257 287 | 31,27 |        |               |        |        |               |
| Nombre d'inscrits / participation | Nombre d'inscrits / participation            | 822 810 | 68,73 |        |               |        |        |               |

### Analyse
Après 14 ans au pouvoir, le SPD du ministre-président Reinhard Klimmt est défait de très peu. En recul de sept points, il est devancé par la CDU emmenée par Peter Müller de seulement 6 540 voix. L'Union chrétienne-démocrate s'adjuge ainsi l'exacte majorité absolue du Landtag où ne siègent donc que deux partis, une première depuis 1975.